# 미얀마의 공휴일
다음은 미얀마의 공휴일이다.
- 1월 4일 : 독립기념일
- 2월 12일 : 연방 기념일
- 3월 2일 : 농민의 날
- 3월 13일 : 쉐다곤 축제
- 3월 27일 : 국군의 날
- 4월 13-17일 : 띤잔 축제
- 5월 1일 : 노동자의 날
- 5월 24일 : 부처 탄신일
- 7월 19일 : 순교자의 날
- 10월 6일 : 불교도 축제
- 12월 19일 : 카인족의 새해
- 12월 25일 : 크리스마스